# Тартогай (Туркестанская область)
Тартогай (каз. Тартоғай) — село в Келесском районе Туркестанской области Казахстана. Входит в состав Бозайского сельского округа. Код КАТО — 515441200.

## Население
В 1999 году население села составляло 89 человек (44 мужчины и 45 женщин). По данным переписи 2009 года, в селе проживали 92 человека (47 мужчин и 45 женщин).